# Baad
Baad är ett samhälle i dalen Kleinwalsertal i kommunen Mittelberg i förbundslandet Vorarlberg i västra Österrike nära gränsen till Tyskland. 156 invånare (1991).

## Galleri

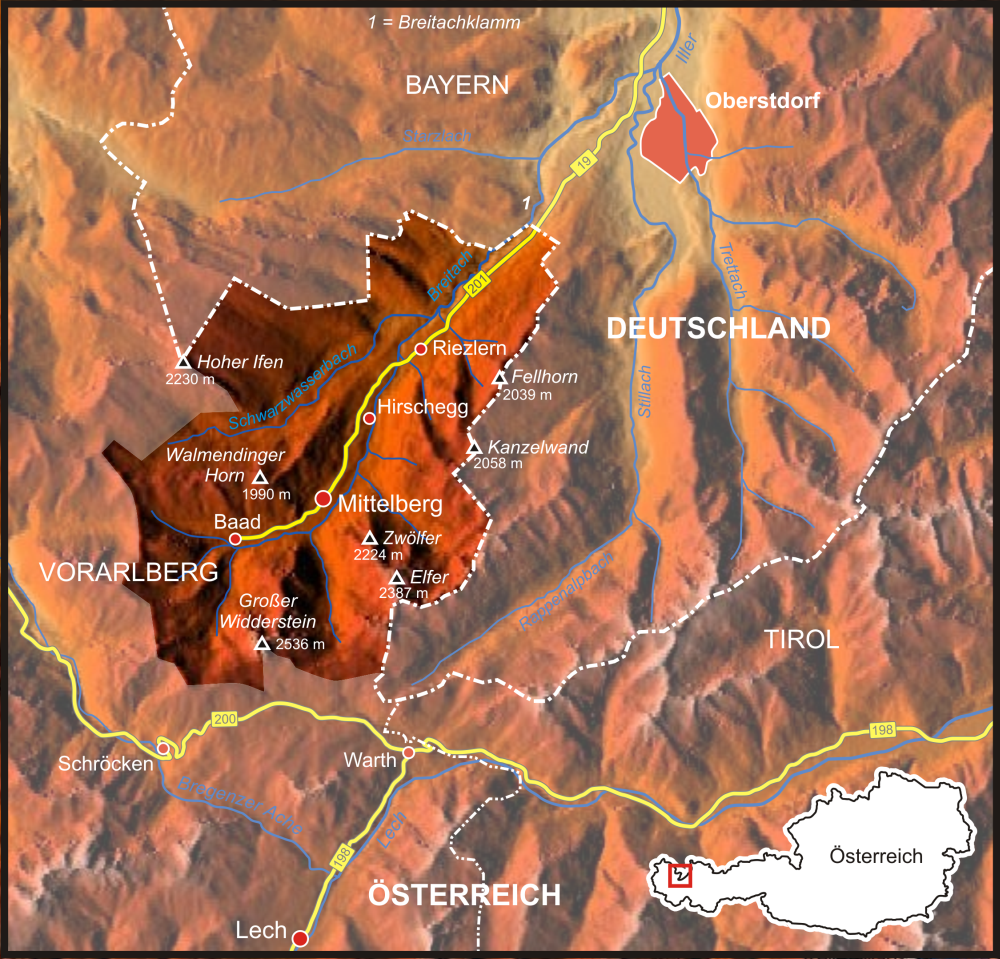
Karta.
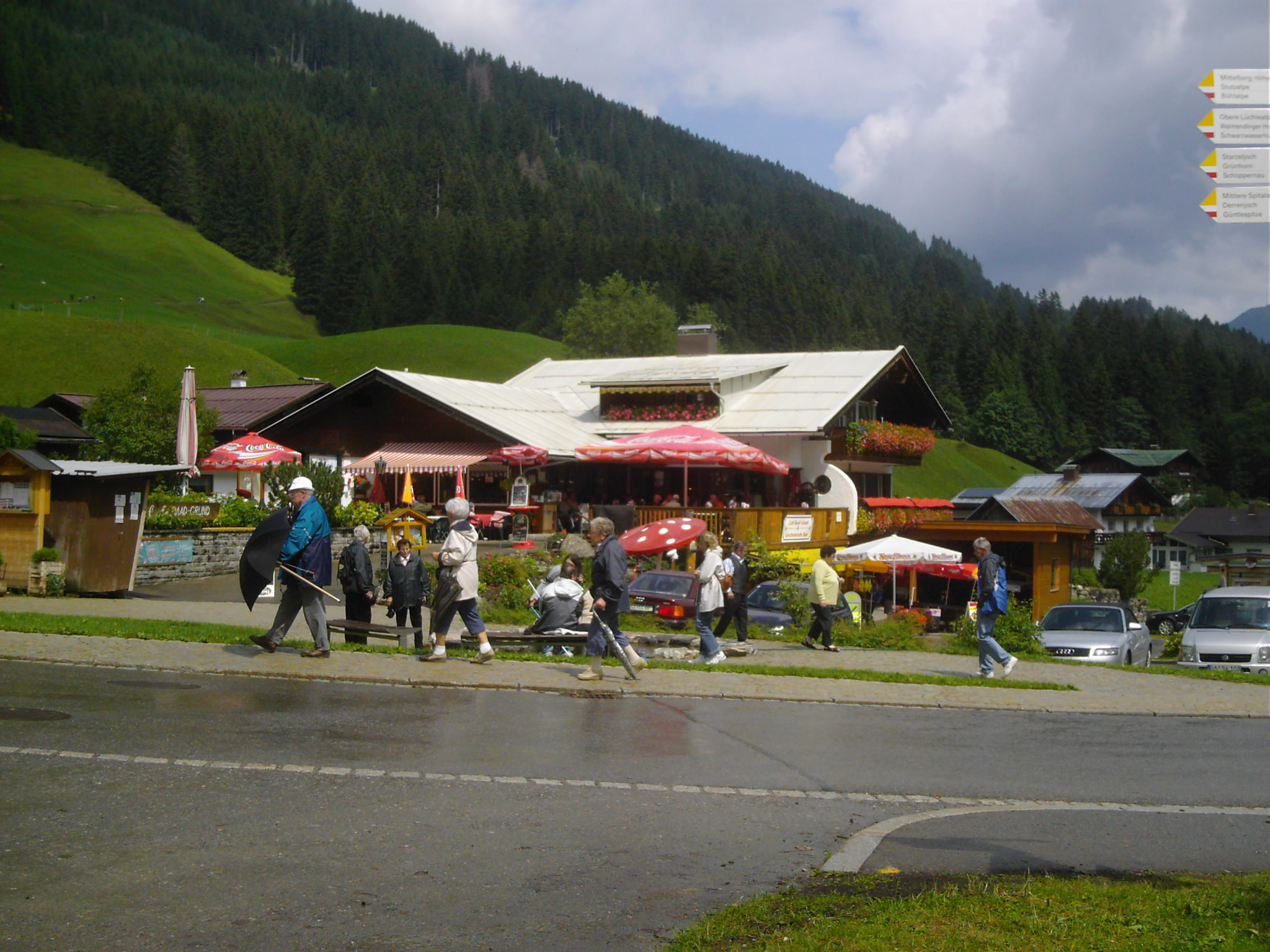
Baad, 2006.
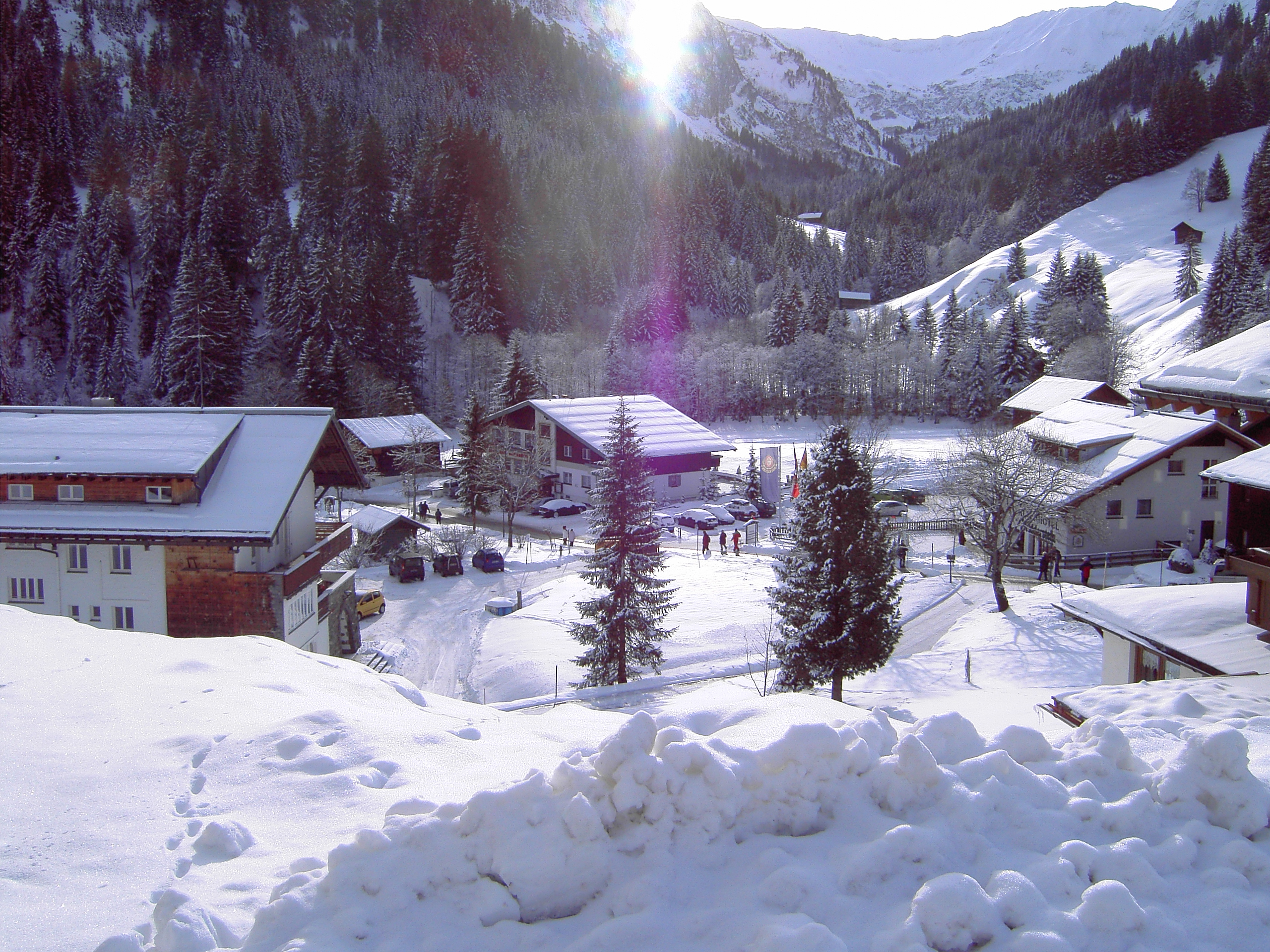
Baad, 2009.
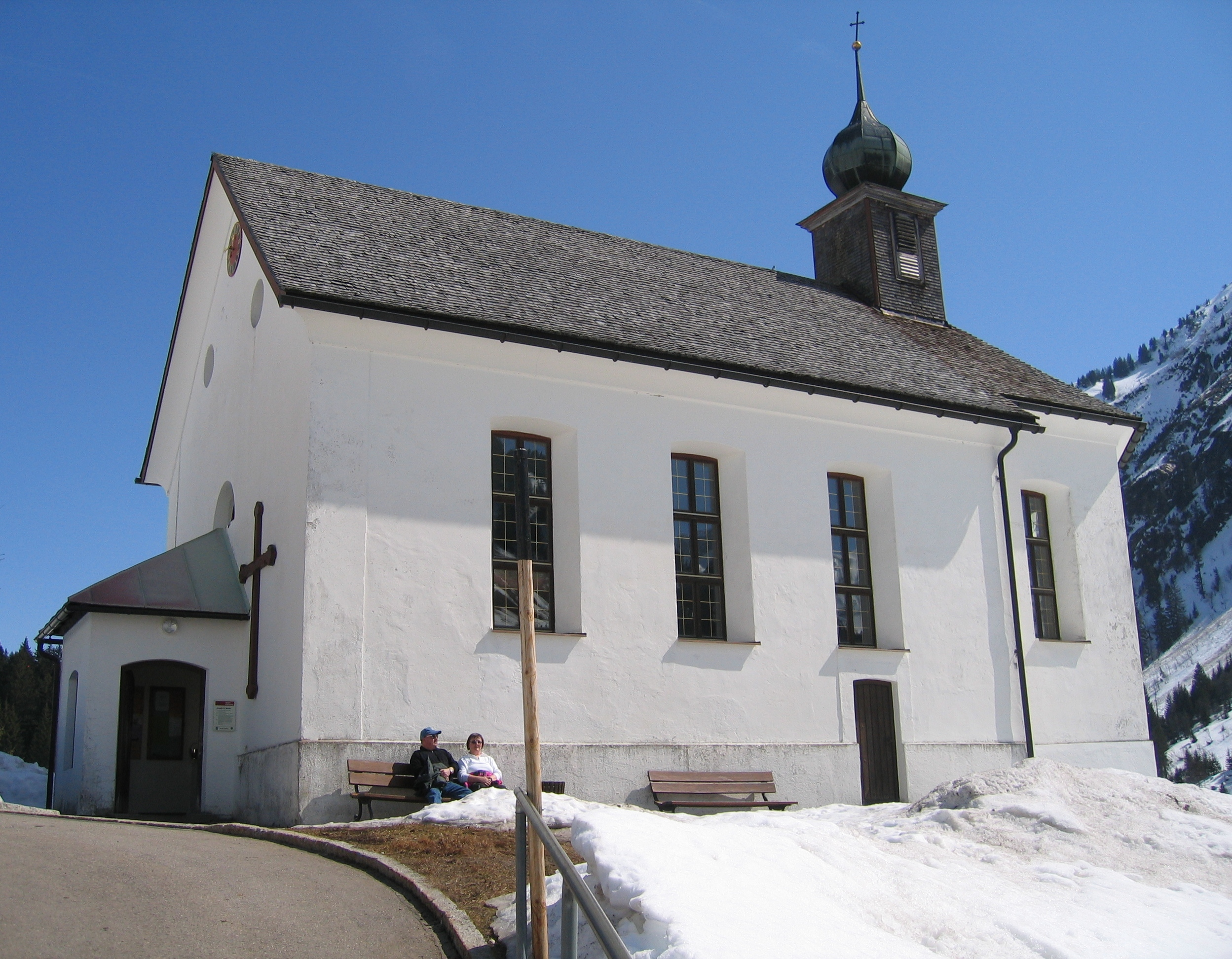
Kyrka St. Martin, 2009.